# 2010년 5월
| 2010년: 1월 · 2월 · 3월 · 4월 · 5월 · 6월 · 7월 · 8월 · 9월 · 10월 · 11월 · 12월 |

| <          | 2010년 5월 | 2010년 5월 | 2010년 5월 | 2010년 5월 | 2010년 5월  | >           |
| 일         | 월         | 화         | 수         | 목         | 금          | 토          |
|            |            |            |            |            |             | 1 3.18 신해 |
| 2 19 임자  | 3 20 계축  | 4 21 갑인  | 5 22 을묘  | 6 23 병진  | 7 24 정사   | 8 25 무오   |
| 9 26 기미  | 10 27 경신 | 11 28 신유 | 12 29 임술 | 13 30 계해 | 14 4.1 갑자 | 15 2 을축   |
| 16 3 병인  | 17 4 정묘  | 18 5 무진  | 19 6 기사  | 20 7 경오  | 21 8 신미   | 22 9 임신   |
| 23 10 계유 | 24 11 갑술 | 25 12 을해 | 26 13 병자 | 27 14 정축 | 28 15 무인  | 29 16 기묘  |
| 30 17 경진 | 31 18 신사 |            |            |            |             |             |

| - 5월 5일 - 백설희 - 5월 5일 - 우마루 야라두아 - 5월 20일 - 월터 루딘 - 5월 22일 - 마틴 가드너 - 5월 23일 - 임종환 - 5월 23일 - 호세 리마 편집하기 |

## 2010년5월 31일
- 이스라엘이 가자지구로 구호품을 싣고 가던 국제 구호단체인 자유 가자 운동의 구호선단을 차단하려다 무력 충돌이 발생해 최소 19명이 사망하고 60여 명이 부상당했다.
- 호르스트 쾰러 독일 대통령이 사임했다.

## 2010년5월 30일
- 대한민국 - 벨라루스 축구 국가대표 평가전에서 벨라루스가 1:0으로 승리하였다.
- 6.2 지방선거에 경기도지사 진보신당 후보로 출마했던 심상정이 후보직을 사퇴했다.

## 2010년5월 29일
- UEFA 유로 2016의 개최국으로 프랑스가 선정되었다.

## 2010년5월 24일
- 러시아의 레오니다 게오르기엡나 대공비가 스페인에서 95세를 일기로 별세했다.
- 일본 사이타마현 사이타마 스타디움에서 열린 한-일 축구 평가전에서 대한민국이 2:0으로 승리하였다.

## 2010년5월 23일
- 대한민국의 교육과학기술부가 민주노동당 가입과 정치자금 기부 등의 혐의로 검찰이 기소한 교사 134명을 ‘배제징계’(파면·해임)하기로 결정했다고 밝혔다.

## 2010년5월 22일
- 벨기에 퀸 엘리자베스 콩쿠르에서 대한민국의 신예 작곡가, 전민재가 작곡부문 1위 수상자로 선정되었다.
- 인도 두바이를 떠나 인도 남부 망갈로르 공항에 착륙하려던 에어인디아(Air India) 소속 보잉 737 여객기가 착륙 도중 활주로 이탈사고가 일어나 탑승객 중 158명이 사망하였고 7명이 생존하였다.

## 2010년5월 21일
- 5월 21일, 프랑스의 파리에 있는 현대미술관에서 미술품 도난 사건으로는 역대 최대 피해액인 5억 유로에 달하는 그림들이 도난되었다.

## 2010년5월 20일
- 대한민국 정부는 2010년 3월 26일 있었던 천안함 침몰을 북한의 CHT-02D 어뢰 공격으로 인한 침몰로 발표하였다.
- 폴란드에서 강우로 인한 홍수로 5명 사망. 또한, 헝가리, 체코, 슬로바키아 지역에서도 똑같은 이유로 홍수가 발생하였다. (cntv)

## 2010년5월 18일
- 하마스 정부는 팔레스타인 자치 정부 대통령 마흐무드 압바스의 동의 없이 가자 지구의 팔레스타인인 3명을 처형했다.
- 탈레반의 자살 폭탄 차량은 아프가니스탄 수도 카불에서 아프가니스탄 민간인과 나토 호송군을 공격하여 많은 부상자가 생겼다.
- 자살 폭탄 차량이 파키스탄 북서쪽 데라이스 마일 칸의 마을을 공격해 경찰차 및 12명이 사망하였다.
- 모택동주의자로 의심되는 사람이 인도 라이푸르 중심부에서 450km 남쪽에서 도로에 지뢰를 매설, 지나가던 버스 안의 35명이 사망하였다.
- 반기문 UN 사무총장이 코스타리카의 크리스티나 피게라스를 신임 UNFCCC 사무총장으로 지명했다.

## 2010년5월 12일
- 리비아 트리폴리 공항에서 아프리키아 항공 소속 여객기가 추락해 105명이 숨졌다고 AFP 통신이 보도했다.
- 조선민주주의인민공화국 노동당 기관지 노동신문은 조선민주주의인민공화국이 핵융합 기술을 자체 개발했다고 보도했다.
- 영국의 고든 브라운 총리가 총선 패배에 책임을 지고 사임하면서 13년간의 노동당 시대가 막을 내리게 되었다. 새 총리에는 43세의 데이비드 캐머런 보수당 당수가 임명되었다.

## 2010년5월 11일
- 10일 실시된 필리핀 대통령 선거에서 코라손 아키노 전 대통령의 아들 노이노이 아키노 상원의원이 사실상 당선됐다.

## 2010년5월 10일
- 이라크 전역에서 발생한 폭탄테러로 100명 이상이 사망했다고 로이터 통신이 보도했다.
- 대한민국의 ‘4대강 사업저지를 위한 천주교연대’가 명동성당에서 대규모 시국미사를 열고 ‘4대강 사업을 반대하는 2차 행동계획’을 선언했다.

## 2010년5월 9일
- 독일의 노르트라인베스트팔렌주 지방 의회 선거에서 기민련과 자민당의 연정 집권당이 과반수 의석 확보에 실패했다.

## 2010년5월 6일
- 금양98호 실종 선원 7명에 대한 영결식이 치러졌다.
- 영국에서 실시된 총선에서 보수당이 집권 노동당을 이기고 원내 제1당이 되었다. 보수당 지지율은 36%, 노동당 지지율은 29.0%, 자유민주당은 23.0%였다. 어떤 정당도 원내 과반수인 326석에 미치지 못했다.
- 대한민국 한명숙 전 총리가 2010년 지방 선거에 출마할 민주당 후보로 경선을 통해 확정됐다.
- 유럽 재정위기가 세계 경기회복을 멈출 것이라는 우려로 다우존스 산업지수가 장중 1천 포인트 하락하면서 1987년 이후 최대 폭락세를 기록했다

## 2010년5월 5일
- 대한민국 가수 백설희가 고혈압 합병증으로 83세의 나이로 사망했다.
- 나이지리아의 대통령 우마루 야라두아가 지병인 심막염으로 인해 58세의 나이로 사망했다.

## 2010년5월 4일
- 대한민국의 이기헌 주교가 제2대 한국 천주교 의정부교구장으로 착좌하였다.
- 애플의 아이패드가 출시 28일 만에 판매량 1백만 대를 돌파하는 ‘밀리언 셀러’를 기록했다.
- 미국 남부에서 발생한 홍수로 29명이 사망했다.

## 2010년5월 3일
- 조선민주주의인민공화국의 김정일 국방위원장이 2006년 1월 이후 4년4개월 만에 방중에 나선 것으로 확인되었다.
- 대한민국의 제3경인고속화도로의 전 구간이 개통되었다.

## 2010년5월 1일
- 구로차량사업소에서 5000호대 3세대 575편성과 1000호대 158편성이 추돌하는 사고가 발생하였다.